# Sous-région de Järviseutu
La sous-région de Järviseutu (finnois : Järviseudun seutukunta) est une sous-région de l'Ostrobotnie du Sud en Finlande. 
Au niveau 1 (LAU 1 ) des unités administratives locales définies par l'union européenne elle porte le numéro 146.

## Municipalités
La sous-région de Järviseutu est composée des municipalités suivantes :
| Blason              | Municipalité              |
| ------------------- | ------------------------- |
| Alajärven vaakuna   | Alajärvi (ville)          |
| Evijärven vaakuna   | Evijärvi (municipalité)   |
| Lappajärven vaakuna | Lappajärvi (municipalité) |
| Soinin vaakuna      | Soini (municipalité)      |
| Vimpelin vaakuna    | Vimpeli (municipalité)    |

## Population
Depuis 1980, l'évolution démographique de la sous-région de Järviseutu, au périmètre du 1er janvier 2017, est la suivante:
| Année      | 1980   | 1985   | 1990   | 1995   | 2000   | 2005   | 2010   |
| ---------- | ------ | ------ | ------ | ------ | ------ | ------ | ------ |
| population | 25 749 | 26 489 | 26 684 | 26 243 | 24 973 | 23 524 | 22 328 |

## Politique
Les résultats de l'élection présidentielle finlandaise de 2018:
- Sauli Niinistö   56.8%
- Matti Vanhanen   15.1%
- Paavo Väyrynen   13.0%
- Laura Huhtasaari   9.1%
- Pekka Haavisto   2.7%
- Merja Kyllönen   1.6%
- Tuula Haatainen   1.5%
- Nils Torvalds   0.2%